# Bad As Me
Bad As Me ist das 20. Studioalbum von Tom Waits, veröffentlicht 2011 bei ANTI-Records. Sein erstes Album mit neuem Material seit 2004 wurde von den Kritikern überwiegend positiv aufgenommen. An den Aufnahmen waren unter anderen Keith Richards, Les Claypool, Marc Ribot und Flea beteiligt.

## Hintergrund
Das im Oktober 2011 erschienene Bad As Me war das erste Album mit neuem Material des Künstlers seit 2004, als Real Gone veröffentlicht worden war. In der Zwischenzeit hatte er nur eine Sammlung älterer Songs und Kuriositäten (Orphans, 2006) und ein Live-Album (Glitter and Doom, 2009) veröffentlicht. Jörn Schlüter bemerkte dazu im deutschen Rolling Stone: „Man überlegte, ob Waits wohl in die Schlussrunde eingebogen war.“ Doch „[a]ngesichts des neuen Albums [Bad As Me] stellt sich die Frage nicht mehr.“ Waits kündigte Bad As Me vorab in einer ironischen „Private Listening Party“ auf YouTube an, in der er die gängige Praxis der Raubkopien kritisierte.
Das Album war das erste in Waits’ Diskographie, bei dem seine Ehefrau Kathleen Brennan nicht nur Co-Autorin, sondern auch Koproduzentin war. Sein ältester Sohn, Casey, nahm an den Aufnahmen als Schlagzeuger teil. Die Songs wurden auf Wunsch von Brennan auf jeweils unter 4 Minuten beschränkt. Stilistisch sind die einzelnen Songs sehr unterschiedlich – von der „brutalen Militär-Persiflage“ Hell Broke Luce bis zu den Balladen Kiss Me oder Back in the Crowd. An den Aufnahmen waren wieder mehrere bekannte „Stammgäste“  von Waits beteiligt. So etwa Marc Ribot, Keith Richards, Flea, Les Claypool oder Charlie Musselwhite.

## Deluxe Edition
Die Doppel-CD-Deluxe-Edition des Albums wurde in Form eines kleinen Buchs herausgegeben und enthält auf der zweiten CD drei zusätzliche Songs: She Stole the Blush, Tell Me und After You Die.

## Rezeption
Laut des Internetdienstes Metacritics erhielt das Album in der Presse und im Internet fast ausschließlich positive Bewertungen mit einer Gesamtnote von 88. Thom Jurek vom Internetdienst Allmusic bewertete Bad As Me mit 4 von 5 möglichen Sternchen und beschrieb es als „… eine schnelle, eindringliche, wirre, akustische Reise voller überwältigender Zwischenstopps und Weiterfahrten.“
In der deutschen Ausgabe des Rolling Stone schrieb Arne Willander über das Album:

„Nirgendwo auf dieser Platte herrscht die Dekonstruktion, das Zerstörungswerk der Schlaginstrumente, wie es bei Waits zuletzt beinahe obligatorisch geworden war. Schrottplatz war gestern, Rekonstruktion ist heute: mehr Schönheit als Schrecken.“

Der Journalist bewertete Bad As Me mit 4 von 5 möglichen Sternchen (was in der Rolling-Stone-Notenskala „formidabel“ entspricht) und bezeichnete Chicago und Talking at the Same Time als die besten Songs.
In der Rezension von Ulf Kubanke vom Internet-Radio laut.de bekam das Album die Höchstnote, es wurde sowohl für seine Musik als auch für die Qualität der Texte gelobt:

„Mit den Jahren wirkt der ehemalige ‚Hobo Sapiens‘ so vielseitig, wütend und kreativ, wie kaum je zuvor. Handwerkliche Schwächen existieren nicht im Ansatz. Eine LP für eine bessere Welt.“

## Titelliste
1. Chicago – 2:15
2. Raised Right Men – 3:24
3. Talking at the Same Time – 4:14
4. Get Lost – 2:42
5. Face to the Highway – 3:43
6. Pay Me – 3:14
7. Back in the Crowd – 2:49
8. Bad as Me – 3:10
9. Kiss Me – 3:41
10. Satisfied – 4:05
11. Last Leaf – 2:56
12. Hell Broke Luce – 3:57
13. New Year's Eve – 4:32
14. She Stole the Blush – 2:50 (CD 2 der Deluxe Edition)
15. Tell Me – 3:42 (CD 2 der Deluxe Edition)
16. After You Die – 2:47 (CD 2 der Deluxe Edition)

## Besetzung
- Tom Waits – Gesang (Titel 1–16), Gitarre (1–4, 6, 7, 9–11, 13, 15, 16), Klavier (1, 6, 8, 9), Perkussion (1, 4, 5, 12, 14, 16), Banjo (1, 14), Tabla (2), Harmonium (11), Glockenspiel (15)
- Marc Ribot – Gitarre (1–8, 10–12, 15), E-Bass (15)
- Clint Maedgen – Saxophon (1, 3, 4, 8, 10, 12, 13, 14)
- Casey Waits – Schlagzeug (1, 2, 4, 5, 7, 8, 10, 12, 14)
- David Hidalgo – Gitarre (3, 4, 6, 7, 12, 15), Geige (6), Schlagzeug (7), Akkordeon, E-Bass, Gesang (13)
- Ben Jaffe – Posaune (1, 3, 4, 14), Bassklarinette (1), Tuba (12, 13)
- Charlie Musselwhite – Mundharmonika (1, 2, 8, 10, 12)
- Patrick Warren – Keyboards (3–5, 10, 13)
- James Whiton – E-Bass (3, 5–7, 11, 14, 16)
- Keith Richards – Gitarre (1, 10–12), Gesang (11)
- Augie Meyers – Orgel (2, 16), Klavier (3), Akkordeon (6)
- Gino Robair – Perkussion (3, 5, 10, 14), Vibraphon (6), Schlagzeug (15, 16)
- Larry Taylor – Gitarre (1, 2, 14), E-Bass (1, 4)
- Chris Grady – Trompete (3, 12, 13)
- Flea – E-Bass (2, 12)
- Will Bernard – Gitarre (6, 12, 16)
- Dawn Harms – Geige (5, 15)
- Marcus Shelby – E-Bass (9)
- Les Claypool – E-Bass (10)
- Zack Sumner – E-Bass (13)
- John Schott – Gitarre (14, 15)

## Videos
Zu dem Album wurden drei Videos gedreht und auf YouTube veröffentlicht:
- Satisfied (Regie: Jesse Dylan; 8. November 2011)[7]
- Hell Broke Luce (Regie: Matt Mahurin; 7. August 2012)[8]
- Bad As Me (30. Dezember 2013)[9]